# 小幡章 (航空力学者)
小幡 章（おばた あきら、1941年 - ）は、日本の航空力学者。日本文理大学工学部航空宇宙工学科教授（工学博士）。新潟県出身。
マイクロ流体技術研修所長と環境科学研究所長を兼任する。
2010年6月に「マイクロ・エコ風車」を開発した。

## 略歴
- 1965年 - 東京大学工学部航空学科卒業[1]。
- 1970年 - 東京大学工学系大学院博士課程修了[1]。
- 1970年 - 日本飛行機株式会社に入社[1]。
- 1972年 - 1974年 プリンストン大学に留学[1]。
- 2001年 - 日本文理大学教授に就任[1]。